# Mihail Bumbeș
Mihail Bumbeș (n. 12 aprilie 1981, Curtea de Argeș) este un activist civic și istoric român, președintele și co-fondatorul asociației Miliția Spirituală, și cercetător în cadrul IICCMER.

## Biografie
Mihail Bumbeș a absolvit Facultatea de Istorie a Universității din București (2005) și programul de masterat „România în secolul XX” desfășurat în cadrul aceleiași universități (2007).
A fost colaborator la Academia Cațavencu în perioada 2004-2006 și redactor la Evenimentul Zilei (2005- martie 2007). 
În prezent, este expert în cadrul Institutului de Investigare a Crimelor Comunismului și Memoria Exilului Românesc (IICCMER).

## Activitate publică
În mai 2002, aflându-se la un miting cu ocazia Zilei Europei (9 mai) alături de alți colegi de facultate, Mihai Burcea, Dorinel Brotac, Bogdan Biszok, au declanșat un protest spontan, având ca urmare reținerea celor patru de către jandarmi și astfel reunindu-i. În aceeași lună, aceștia și-au format un grup informal iar după o activitate de 8 ani statutul asociației s-a schimbat din grup informal în organizație neguvernamentală. ONG-ul celor patru, Miliția Spirituală, se concentrează pe activismul civic, având ca misiune declarată mobilizarea conștiinței civică activă și spiritul solidarității cetățenilor; aceasta neefiind afiliată politic.
La 24 noiembrie 2011 organizează un protest studențesc. Protestul s-a constituit sub forma unui sit-in/occupy pașnic în sala „Vasile Pârvan” a Facultății de Istorie din cadrul Universității din București și a durat 100 de ore, din 24 noiembrie până la 28 noiembrie. Iată ce consemna ziarul Adevărul despre eveniment: „mișcarea spontană s-a cristalizat, după vreo 50 de ore, fixându-și obiectivul de a trata câteva probleme majore ale sistemului universitar. S-au făcut liste, s-a lucrat pe grupuri, s-au perindat vreo 500 de oameni prin amfiteatrul Vasile Pârvan, în turnul de la etajul 3 al Facultății de Istorie. S-au lansat idei, critici, polemici, s‑au născut valuri de compasiune și solidaritate, care au murit la fel de repede pe cât au apărut, gâtuite de orgolii și, vai!, de frustrări.”
„În penultima zi a protestului, deja se formaseră mai multe tabere. Formal, studenții se separaseră. Cei de la Istorie s-au dezis de restul mișcării, simțind că acțiunea le-a fost confiscată de unii din afară - printre aceștia din urmă Bumbeș, „o feministă” și „un anarhist” - și că nu se mai identifică cu revendicările celorlalți studenți care au continuat să se întâlnească în amfiteatru. Informal, au existat două grupuri de lucru: studenții și non-studenții. Primii i-au acuzat pe ceilalți că vor să le confiște mișcarea. În tumultul incriminărilor fiecare s-a făcut vinovat de câte ceva: că nu mai e solidar, că n-a înțeles, că nu participă, că nu știe, că nu e tolerant, că nu poate asculta, că nu știe legea.”

## Publicații
Mihai Bumbeș este co-autor (împreună cu Mihai Burcea și Marius Stan) al unor volume de cercetare istorică sistemului penitenciar din perioada comunistă:
- Dictionarul ofiterilor si angajatilor civili ai Directiei Generale a Penitenciarelor. Volumul I: Aparatul central (1948-1989), Mihail BUMBEȘ, Mihai BURCEA, Marius STAN, Ed. Polirom, București, 2009, ISBN:	978-973-46-1434-9[3]
- Dictionarul ofiterilor si angajatilor civili ai Directiei Generale a Penitenciarelor. Volumul II: Aparatul central (1948-1989), Mihail BUMBEȘ, Mihai BURCEA, Marius STAN, Ed. Polirom, București, 2011, ISBN:	978-973-46-2141-5[4]

## Legături externe
- Site-ul Miliției Spirituale
- CNSAS i-a retras acreditarea celui care a fotocopiat dosarul lui Gica Popescu, 7 iulie 2009, Ziare.com